# Izračunljivo število
V matematiki so izračunljiva števila realna števila, ki se lahko izračunajo do želene natančnosti s končnim algoritmom. Imenujejo se tudi rekurzivna števila, efektivna števila (vanDerHoeven) ali izračunljiva realna števila ali rekurzivna realna števila.
Ekvivalentne definicije se lahko podajo z uporabo μ-rekurzivnih funkcij, Turingovih strojev ali λ-analize kot formalne predstavitve algoritmov. Izračunljiva števila oblikujejo realni zaprti prostor in se lahko uporabljajo namesto realnih števil za veliko, a ne vseh matematičnih namenov.